# Darío Veras
Darío Antonio Veras (nacido el 13 de marzo de 1973 en Santiago) es un lanzador relevista dominicano que jugó en la Liga Mayor de Béisbol. Firmado por Los Angeles Dodgers el 19 de mayo de 1990, Vera jugó para los Padres de San Diego (1996 y 1997) y para los Medias Rojas de Boston (1998). Veras intentó regresar con Los Angeles Dodgers en 2007, pero al final fue sacado del equipo durante el spring training.
Veras jugó en Corea del Sur para los Hyundai Unicorns. También ha jugado en la Liga Mexicana con los Vaqueros Laguna; y en la Liga Dominicana con los Gigantes del Cibao. Actualmente juega como cerrador para las Águilas Cibaeñas.